# 台湾双盖蕨
台湾双盖蕨（学名：Diplazium kappanense）也称台湾短肠蕨，为蹄盖蕨科双盖蕨属下的一个种。